# DeKalb County (Georgia)
Das DeKalb County ist ein County im Bundesstaat Georgia der Vereinigten Staaten. Der Verwaltungssitz (County Seat) ist Decatur.

## Geographie
Das County liegt im mittleren Nordwesten von Georgia und hat eine Fläche von 702 Quadratkilometern, wovon sieben Quadratkilometer Wasserfläche sind. Es grenzt im Uhrzeigersinn an folgende Countys: Gwinnett County, Rockdale County, Henry County, Clayton County und Fulton County.
Das County ist Teil der Metropolregion Atlanta.

## Geschichte
DeKalb County wurde am 9. Dezember 1822 als 56. County in Georgia aus Teilen des Henry County, des Gwinnett County und des Fayette County gebildet. Benannt wurde es nach Baron Johann von Kalb, einem Offizier der Armee.

## Demografische Daten
Laut der Volkszählung von 2010 verteilten sich die damaligen 691.893 Einwohner auf 271.809 bewohnte Haushalte, was einen Schnitt von 2,50 Personen pro Haushalt ergibt. Insgesamt bestehen 304.968 Haushalte.
59,4 % der Haushalte waren Familienhaushalte (bestehend aus verheirateten Paaren mit oder ohne Nachkommen bzw. einem Elternteil mit Nachkomme) mit einer durchschnittlichen Größe von 3,18 Personen. In 32,6 % aller Haushalte lebten Kinder unter 18 Jahren sowie in 17,4 % aller Haushalte Personen mit mindestens 65 Jahren.
26,5 % der Bevölkerung waren jünger als 20 Jahre, 32,6 % waren 20 bis 39 Jahre alt, 27,3 % waren 40 bis 59 Jahre alt und 13,8 % waren mindestens 60 Jahre alt. Das mittlere Alter betrug 34 Jahre. 47,9 % der Bevölkerung waren männlich und 52,1 % weiblich.
33,3 % der Bevölkerung bezeichneten sich als Weiße, 54,3 % als Afroamerikaner, 0,4 % als Indianer und 5,1 % als Asian Americans. 4,5 % gaben die Angehörigkeit zu einer anderen Ethnie und 2,4 % zu mehreren Ethnien an. 9,8 % der Bevölkerung bestand aus Hispanics oder Latinos.
Das durchschnittliche Jahreseinkommen pro Haushalt lag bei 50.799 USD, dabei lebten 19,6 % der Bevölkerung unter der Armutsgrenze.

## Kultur und Sehenswürdigkeiten

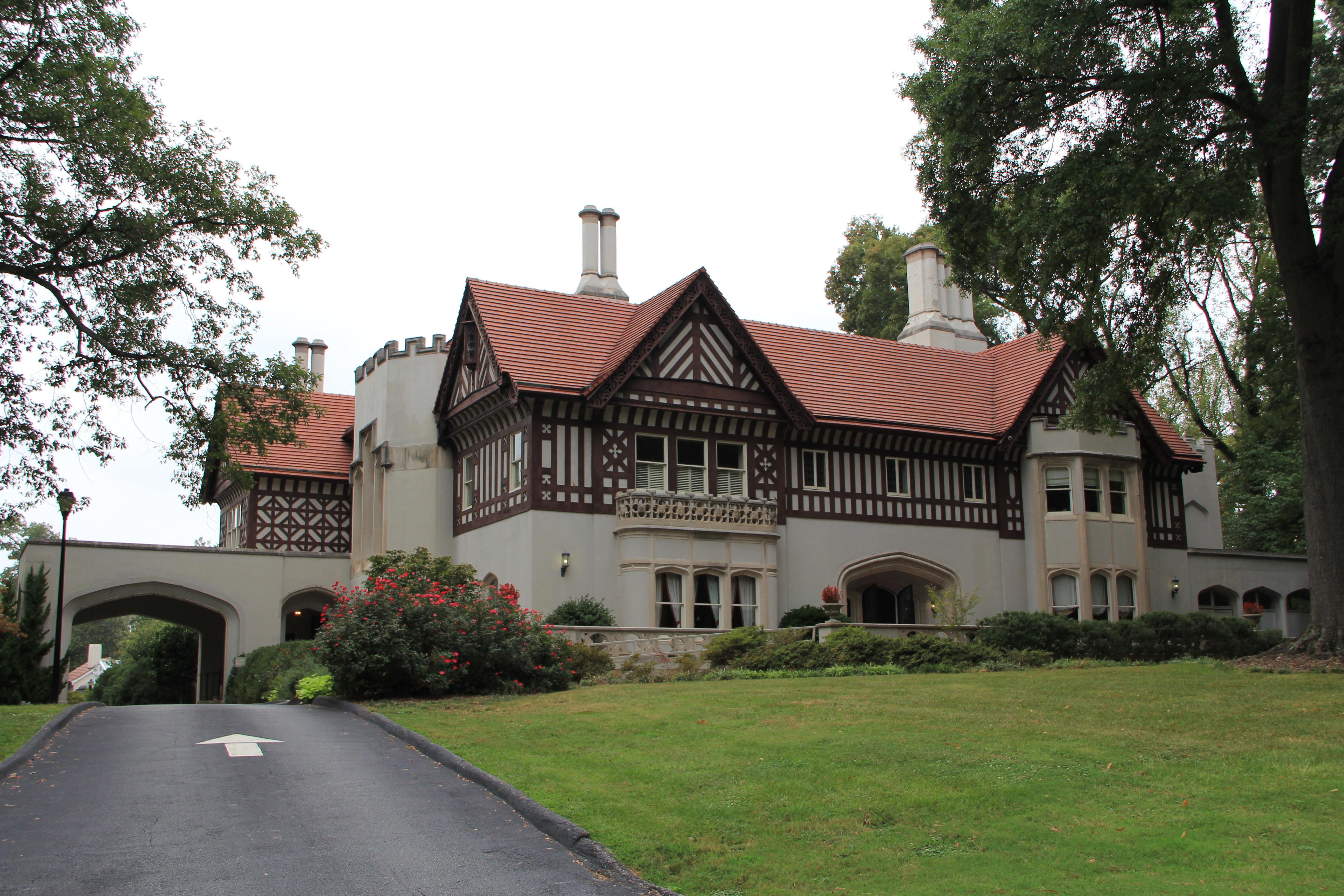
Callanwolde Fine Arts Center in Atlanta (2012). Das Anwesen wurde 1917 vom damaligen Unternehmenschef von Coca-Cola Howard Candler im Stile der Neugotik erbaut. Zwei Jahre nach seinem Tod vermachte die Witwe 1959 die Residenz der Emory University. Im April 1973 wurde das Bauwerk als zweites Objekt im County in das NRHP eingetragen.

56 Bauwerke, Stätten und „historische Bezirke“ (Historic Districts) im Decatur County sind im National Register of Historic Places („Nationales Verzeichnis historischer Orte“; NRHP) eingetragen (Stand 29. September 2023).

## Orte im DeKalb County
Orte im DeKalb County mit Einwohnerzahlen der Volkszählung von 2010:
Cities:
- Atlanta – 420.003 Einwohner
- Avondale Estates – 2.960 Einwohner
- Brookhaven – 51.910 Einwohner
- Chamblee – 9.892 Einwohner
- Clarkston – 7.554 Einwohner
- Decatur (County Seat) – 19.335 Einwohner
- Doraville – 8.330 Einwohner
- Dunwoody – 46.267 Einwohner
- Lithonia – 1.924 Einwohner
- Pine Lake – 730 Einwohner
- Stone Mountain – 5.802 Einwohner

Census-designated places:
- Belvedere Park – 15.152 Einwohner
- Candler-McAfee – 23.025 Einwohner
- Druid Hills – 14.568 Einwohner
- Gresham Park – 7.432 Einwohner
- North Decatur – 16.698 Einwohner
- North Druid Hills – 18.947 Einwohner
- Panthersville – 9.749 Einwohner
- Redan – 33.015 Einwohner
- Scottdale – 10.631 Einwohner
- Tucker – 27.581 Einwohner